# Furuskär (Saltvik, Åland)
Furuskär är en ö i Åland (Finland). Den ligger i Skärgårdshavet och i kommunen Saltvik i landskapet Åland, i den sydvästra delen av landet. Ön ligger omkring 34 kilometer norr om Mariehamn och omkring 270 kilometer väster om Helsingfors.
Öns area är 21,8 hektar och dess största längd är 1 kilometer i nord-sydlig riktning. Ön höjer sig omkring 10 meter över havsytan.